# Lasiocephalus otophorus
Lasiocephalus otophorus là một loài thực vật có hoa trong họ Cúc. Loài này được (Wedd.) Cuatrec. mô tả khoa học đầu tiên năm 1978.